# Волога (Врансько)
Волога (словен. Vologa) — поселення в общині Врансько, Савинський регіон, Словенія. 
Висота над рівнем моря: 596,9 м.